# Pirochlor
Pirochlor – minerał o dużej zawartości niobu. Ruda pirochloru zawiera zazwyczaj co najmniej 0,05% radioaktywnych uranu i toru. Nazwa pochodzi od greckiego słowa πΰρ (pyr) – ogień, i χλωρός (chloros) – zielony, ponieważ minerał ten przy spalaniu często staje się zielony.
Miejscami występowania pirochloru są: Veshnovorgorsk (Obwód czelabiński), Mbeya (Tanzania), hrabstwo El Paso w Kolorado, okolice miejscowości Fredriksvarn, Larvik i Brevik w Norwegii; Alnön (Szwecja); dawne hrabstwo Quebec i hrabstwo Hastings w Kanadzie. Po raz pierwszy opisany został w roku 1826.
Skład procentowy pirochloru:
- 52,51% – niob (lub 75,12% jako Nb
2O
5)
- 30,52% – tlen
- 9,75% – sód (lub 13,14% jako Na2O)
- 5,66% – wapń (lub 7,92% jako CaO)
- 1,34% – fluor
- 0,21% – wodór (lub 1,91% jako H2O)

Może zawierać także tytan, tantal oraz cyrkon.
Minerałami współwystępującymi są cyrkon, egiryn, apatyt, perowskit i kolumbit.